# Василевское (Сумская область)
Василевское (укр. Василівське) — село,
Кренидовский сельский совет,
Середино-Будский район,
Сумская область,
Украина.
Код КОАТУУ — 5924482802. Население по переписи 2001 года составляло 19 человек .

## Географическое положение
Село Василевское находится в 2,5 км от левого берега реки Знобовка.
Между селом и рекой большое осушенное торфяное болото урочище Кашпирово Болото и урочище Любохов.
На расстоянии в 0,5 км расположено село Украинское.

## История
Васильевское было поселено в 20-х годах прошлого[неопределённость][стиль] века на месте сада, принадлежавшего помещику Склярову. Со дня основания оно входило в состав Селецкой волости Трубчевского уезда Брянской губернии, а с мая 1925 года – укрупнённой Трубчевской волости Почепского уезда Брянской губернии. В состав Украины село было передано только 1 сентября 1926 года, после принятия Президиумом ЦИК СССР постановления от 16 октября 1925 года «Об урегулировании границ УССР с РСФСР и БССР».
В 1926 году в Васильевском числилось 56 дворов, в которых проживало 294 жителя.
В годы коллективизации в нём был организован колхоз им. Красина, который просуществовал до 1950 года, после чего его присоединили к кренидовскому колхозу им. Будённого. С того времени прошло более шестидесяти лет, однако в народе Васильевское до сих пор называют – Красин.
В 1942 году немецкие оккупанты сожгли в Васильевском 26 дворов и расстреляли 21 жителя. Однако усилиями местных жителей село было восстановлено и к середине 50-х годов прошлого века насчитывало около 50 дворов, в которых проживало более 200 жителей. В послевоенные годы в селе работала молочнотоварная ферма и конюшня.
Начиная с 60-х годов прошлого[неопределённость][стиль] века численность населения в Васильевском начала снижаться, а село приходить в упадок. В 1989 году в нём проживал 31 житель, в 2001 году – 19 жителей, а в 2008 году – 4 жителя.